# Misión del Nahuel Huapi

Logo de la Compañía de Jesús.

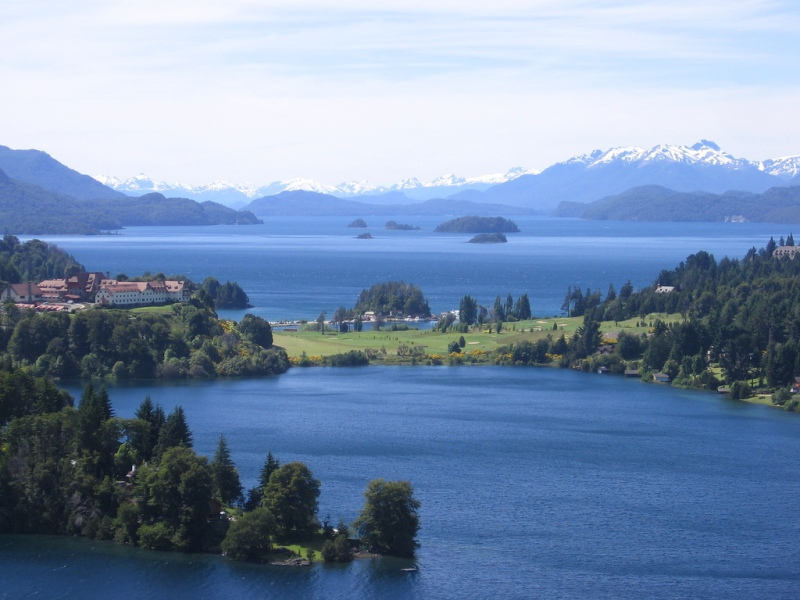
Vista del lago Nahuel Huapi.

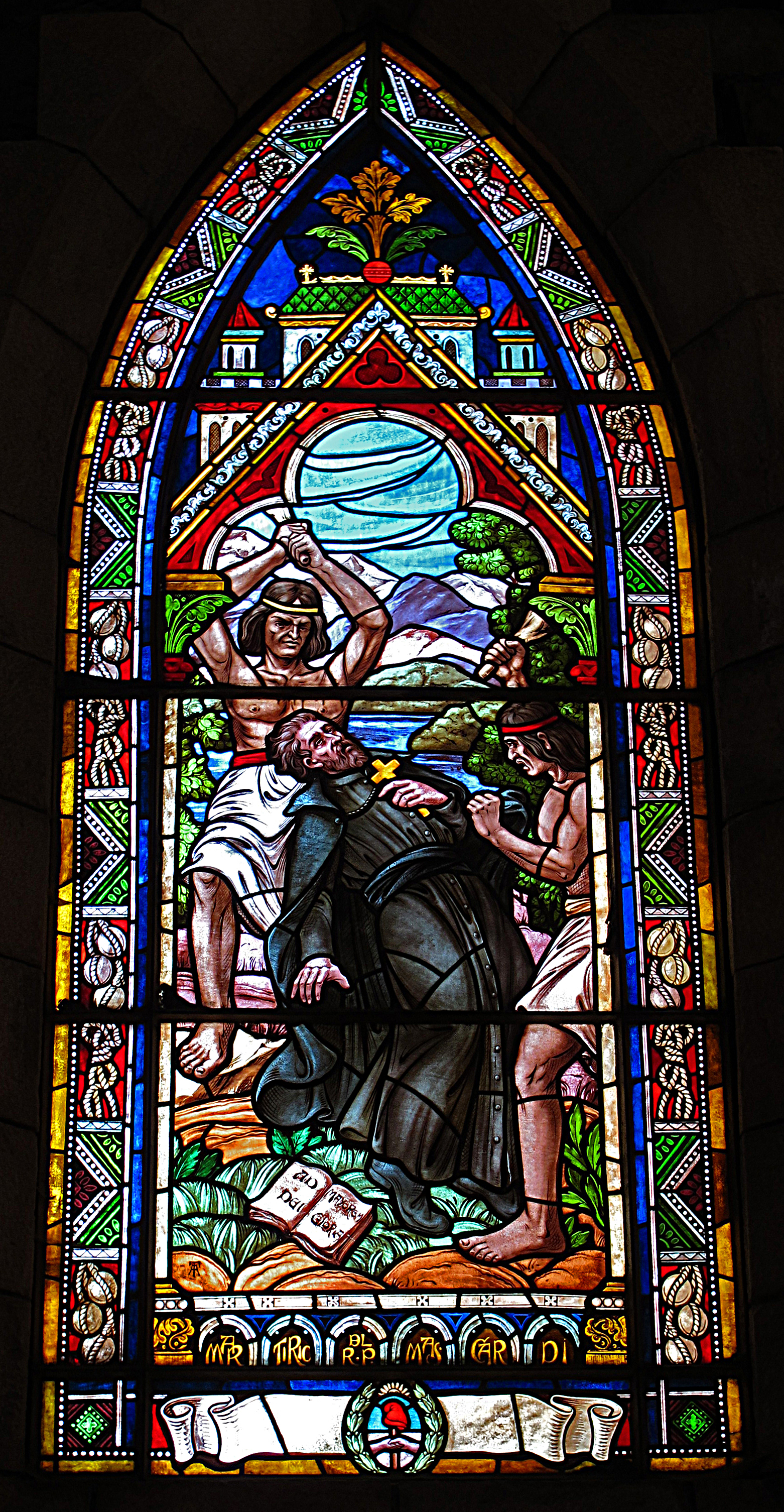
Gran vitral policromado representando el martirio del padre Nicolás Mascardi en la catedral de Nuestra Señora del Nahuel Huapi.

La misión jesuita del Nahuel Huapi formó parte de los esfuerzos misioneros de la Compañía de Jesús con sede en la isla de Chiloé, parte de la provincia jesuítica de Chile. En 1609 llegaron a Chiloé los primeros jesuitas, Melchor Venegas y Juan Bautista Ferrufino, quienes se establecieron en Chequián, en la isla Quinchao.
Además desde el Reino de Chile se contempló la realización del camino Castro-Nahuelhuapi.

## Antecedentes
El área del lago Nahuel Huapi era conocida por los españoles desde tiempos de la Conquista de Chile. En el verano de 1552-1553 el gobernador de Chile Pedro de Valdivia envió a Francisco de Villagra a explorar el área al este de la cordillera de los Andes a la latitud de la ciudad de Valdivia. Francisco de Villagra cruzó los Andes por el paso Mamuil Malal y se dirigió al sur hasta el río Limay en la vecindad del Nahuel Huapi. En 1620 el capitán Juan Fernández incursionó en la zona buscando la Ciudad de los Césares llegando hasta el lugar llamado Naval Huapí.

## Diego de Rosales
El primer jesuita que misionó en la zona del lago Nahuel Huapi fue Diego de Rosales, quien fue enviado por el gobernador de Chile Antonio de Acuña y Cabrera para intentar pacificar a los puelches y poyas , tras la expedición esclavista de Luis Ponce de León en 1649. Puso como condición que se le entregaran los indígenas cautivados en las expediciones esclavistas de Ponce de León y otros anteriores. Guiado por uno de los cautivos, el cacique Catinaquel, atravesó la cordillera de los Andes por el paso de Villarrica en 1650 —posiblemente el actual paso Malalco, o bien por la zona de las lagunas de Epulafquen en el alto río Neuquén- llegando al Nahuel Huapi.

## Actividades de Nicolás Mascardi
Estando en Chiloé Nicolás Mascardi fue enviado allí un grupo de prisioneros poyas, capturados en la zona del lago Nahuel Huapi por la expedición esclavista del capitán Diego Villarroel en 1666. Mascardi discutió con el gobernador de Chiloé casi cuatro años, hasta lograr la libertad de los prisioneros, y se ofreció a acompañarlos de nuevo a sus hogares y a buscar la Ciudad de los Césares.
En 1670 Mascardi viajó desde Castro acompañado por una mujer günün a küna (poya segun Mascardi) "de mucha autoridad y capacidad, a quien todos los demás respetaban y servían, y llamaban la Reina" (Furlong, 1994, pp. 30), que le servía de lenguaraz, el grupo de prisioneros poyas y un piquete de soldados que los acompañó hasta el pie de los Andes. Fundó la misión Nuestra Señora del Populo (luego llamada Nuestra Señora de los Poyas y posteriormente Nuestra Señora del Nahuelhuapi) en febrero de 1670, con el grupo de poyas que había liberado de la esclavitud en Chiloé. Mascardi plantó los primeros manzanos y recorrió la cordillera de los Andes por su lado este hacia el sur hasta los 44°S.
Desde un primer momento, estableció reciprocidad con los indígenas, pidiendo a la corona de España la abolición de la esclavitud, logró convertir a poyas y puelches al cristianismo. Construyó una capilla en el puerto Venado de la península Huemul, ubicada casi al frente del lugar en donde hoy está la catedral de San Carlos de Bariloche, en la costa norte del lago Nahuel Huapi y una segunda a orillas del brazo Última Esperanza del mismo lago, en honor a la virgen de los Desamparados.
En 1671 Mascardi exploró los lagos Musters y Colhué Huapi. En 1672 recorrió los ríos Limay y Negro, llegando al océano Atlántico, y luego siguió hasta el cabo Vírgenes. Según Miguel Luis Amunátegui, previamente a la fundación de la misión por Mascardi, frailes mercedarios habrían fundado misiones en el Nahuel Huapi procedentes de Osorno y Villarrica.
En marzo de 1672 el virrey de Perú, Conde de Lemos, le obsequió una imagen de la Virgen María tallada en cedro a quien entronizó en la misión bajo el nombre de Nuestra Señora de los Poyas. Su sucesor, el padre Felipe Laguna le añadiría al nombre en 1704 y de los Puelches como símbolo de la unión de los dos pueblos originarios del norte y sur del Nahuel Huapi.
El 15 de febrero de 1674 Mascardi fue asesinado por poyas opositores en una nueva expedición (la cuarta) en las cercanías de las nacientes del río Deseado y la misión fue abandonada por casi tres décadas. Sus restos fueron rescatados por una expedición de seis españoles enviados por el padre Ferreira y sus cenizas fueron depositadas en Concepción.

## Los sucesores de Mascardi
Desde 1689 el jesuita José de Zúñiga mantuvo por cuatro años la misión de Calihuinca (por el nombre del cacique del lugar) en Neuquén entre los pehuenches, en las montañas de Rucachoroi, a 14 leguas al norte del Nahuel Huapi, cerca de los pasos cordilleranos que llevan a Valdivia. En 1693, la misión fue cerrada por orden del gobernador de Chile José de Garro, regresando Zúñiga a Chile a través del lago Todos los Santos.
En 1702 el jesuita Philliphi van den Meeren (Felipe de la Laguna) hallándose en Calbuco, recibió el pedido de indígenas cristianos para reconstruir la misión. Viajó al año siguiente, junto con Juan José Guillelmo, y restableció la misión del Nahuel Huapi. En 1704 regresó a Castro en busca de operarios y luego volvió a la misión. Allí fue envenenado en 1707, muriendo en su intento de regresar a Chile.
Las reales cédulas hablaron de la administración de la provincia de Nahuelhuapi por parte del reino de Chile.

confirmar la misión nombrada Nuestra Señora de la Asunción de indios puelches y poyas en la provincia de Nahuelhuapi del reino de Chile
Real cédula del 23 de febrero de 1713

La misión quedó a cargo de Juan José Guillelmo, quien en 1713 regresó a Chile y fue reemplazado por Manuel de Hoyo hasta 1715, año en el que Guillelmo volvió a hacerse cargo de la misión. Mientras estaba a cargo Manuel de Hoyo, la misión fue incendiada por puelches, enojados por el descubrimiento del paso Vuriloche, debido a que aumentaba el peligro de nuevas expediciones esclavistas. En efecto, Guillelmo había explorado ese paso desde 1711, hasta marcarlo y abrirlo en 1715. En represalia, fue envenenado y murió el 16 de mayo de 1716.
En 1717 José Portel fue nombrado superior para restablecer la misión, pero murió antes de viajar, por lo que se hizo cargo su acompañante el sacerdote chileno Francisco Elguea (o Helguera). Pocos días después de llegar al Nahuel Huapi, en noviembre de 1717, fue asesinado por indígenas. A su paso, los indígenas también destruyeron e incendiaron las construcciones levantadas por los jesuitas y los indígenas que pregonaban el evangelio. Pero con todo, la imagen de la Virgen María fue rescatada de las llamas y abandonada a orillas del lago.
La misión fue abandonada y al año siguiente fue enviado desde Calbuco al Nahuel Huapi el sacerdote Arnold Jaspers, protegido por una expedición militar. Halló la imagen intacta, envuelta en cuero de caballo entre las matas a orillas del lago, y se la llevó consigo al colegio jesuita de Castro y luego a la isla de Quinchao, inmediata a la de Chiloé. En la década de 1730 se edificó la iglesia Santa María de Achao en el pueblo de Achao, en donde es venerada y fue rebautizada como Nuestra Señora de Loreto. Tras varias investigaciones realizadas por historiadores chilenos, en enero de 2000 se concluyó que la imagen del Loreto es la virgen de Los Poyas y Puelches que Mascardi entronó en la misión del Nahuel Huapi. El 4 de junio de 2004, fue entronizada en la catedral Nuestra Señora del Nahuel Huapi una copia exacta de la virgen del Loreto que existiera en la misión, y cuyo original permanece en Achao.
Jaspers no intentó restablecer la misión, que quedó olvidada por mucho tiempo. El paso Vuriloche también fue olvidado, y hasta fechas recientes se ha discutido cuál era la ruta que había seguido Guillelmo.
En 1751 recorrió el norte neuquino el jesuita alemán Bernardo Havestadt, proveniente de Concepción. En 1752 regresó a la zona cruzando por el paso Pichachén rumbo a Mendoza. Llegó hasta la zona de Malargüe, en donde fue herido por los indígenas. Regresó recorriendo las lagunas de Varvarco y el río Neuquén, cruzando los Andes por el paso Catrinao hacia Chillán. Los viajes de Havestadt tenían la intención de explorar los territorios en donde, en 1756, Ángel de Espineira fundaría la misión de Nuestra Señora del Pilar de Rarín Leuvú en el valle de los Guanacos, que perduraría hasta la expulsión de los jesuitas en 1767.
A fines de 1766 el superior de la misión jesuita de Ralún, en el seno de Reloncaví, intentó restablecer la misión del Nahuel Huapi, pero no logró llegar a él debido a una creciente del río Blanco. A principios del año siguiente, cuando estaba por repetir la expedición, se produjo la expulsión de los jesuitas en los países de la corona de España.

## Los franciscanos
Tras la expulsión de los jesuitas en 1767 los franciscanos tomaron a su cargo la misión de Chiloé, arribando a esa isla al año siguiente los primeros sacerdotes procedentes de Chillán, entre ellos Francisco Menéndez y Pedro González de Agüeros.
En 1790 el virrey del Perú Francisco Gil de Taboada envió a Francisco Menéndez a restablecer la misión del Nahuel Huapi, para lo cual al año siguiente partió desde Castro. Viajaban con él fray Diego del Valle, el capitán Andrés Morales, el teniente Nicolás López y Diego Barrientos. En Calbulco se les unió el sargento Tellez, conocedor de los indígenas del lago. Cruzaron la cordillera de los Andes por el paso Vuriloche y alcanzaron el lago Mascardi, pero regresaron sin haber encontrado el Nahuel Huapi. En 1792 Menéndez realizó un nuevo viaje, alcanzando el Nahuel Huapi, y al año siguiente realizó otro viaje a la zona, en busca de la Ciudad de los Césares, construyendo algunas edificaciones en las nacientes del Limay. En 1794 realizó su cuarto viaje al Nahuel Huapi, pero regresó a Chiloé en marzo de 1795.